# Priit Tomson
Priit Tomson (Tallinn, 3 de novembro de 1942) é um ex-basquetebolista estoniano que integrou a Seleção Soviética que conquistou a medalha de bronze disputada nos XIX Jogos Olímpicos de Verão realizados na Cidade do México em 1968.